# 李乔 (1909年)
李乔（1909年—2002年4月18日），笔名普济，男，彝族，云南石屏人，中国作家，云南省作家协会原副主席、名誉主席，云南省文学艺术界联合会原副主席，第三届全国人大代表。